# Alicia Pietri de Caldera
Alicia Antonia Pietri de Montemayor de Caldera (Caracas, 14 de octubre de 1923-Caracas, 9 de febrero de 2011) fue la fundadora y primera directora del Museo de los Niños de Caracas y esposa del presidente de Venezuela Rafael Caldera. Ejerció el cargo protocolar de primera dama en dos oportunidades de 1969 a 1974 y de 1994 hasta 1999, así como de presidenta de la Fundación Festival del Niño y la Fundación del Niño, durante los periodos de gobierno de su esposo. Se reconoce su labor a favor de la niñez en el país.

## Biografía

### Primeros años y vida familiar

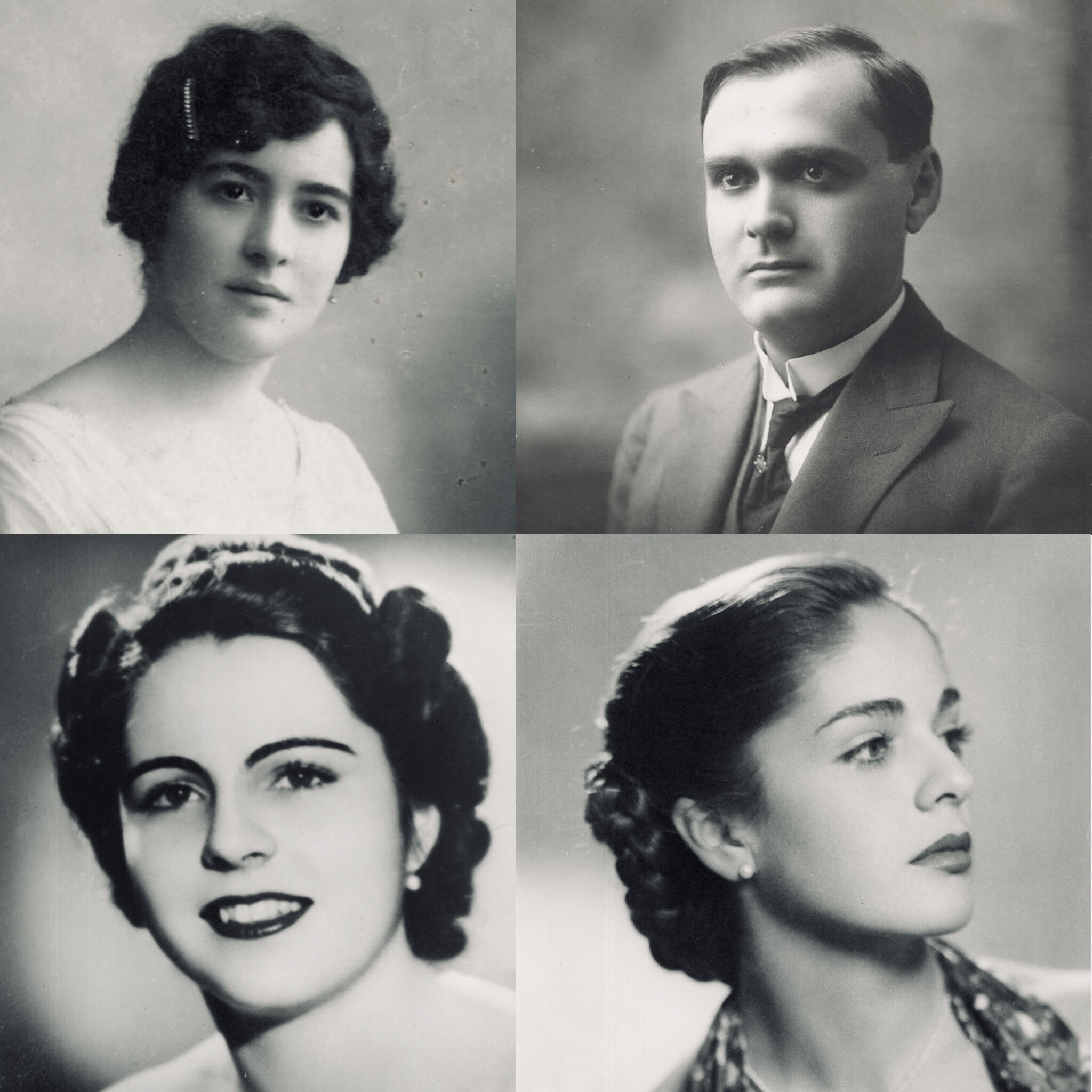
Padres y hermanas de Alicia Pietri. De izquierda a derecha: Luisa Teresa de Montemayor y Andrés Pietri. Cuadro inferior: Corina y Andreína Pietri.

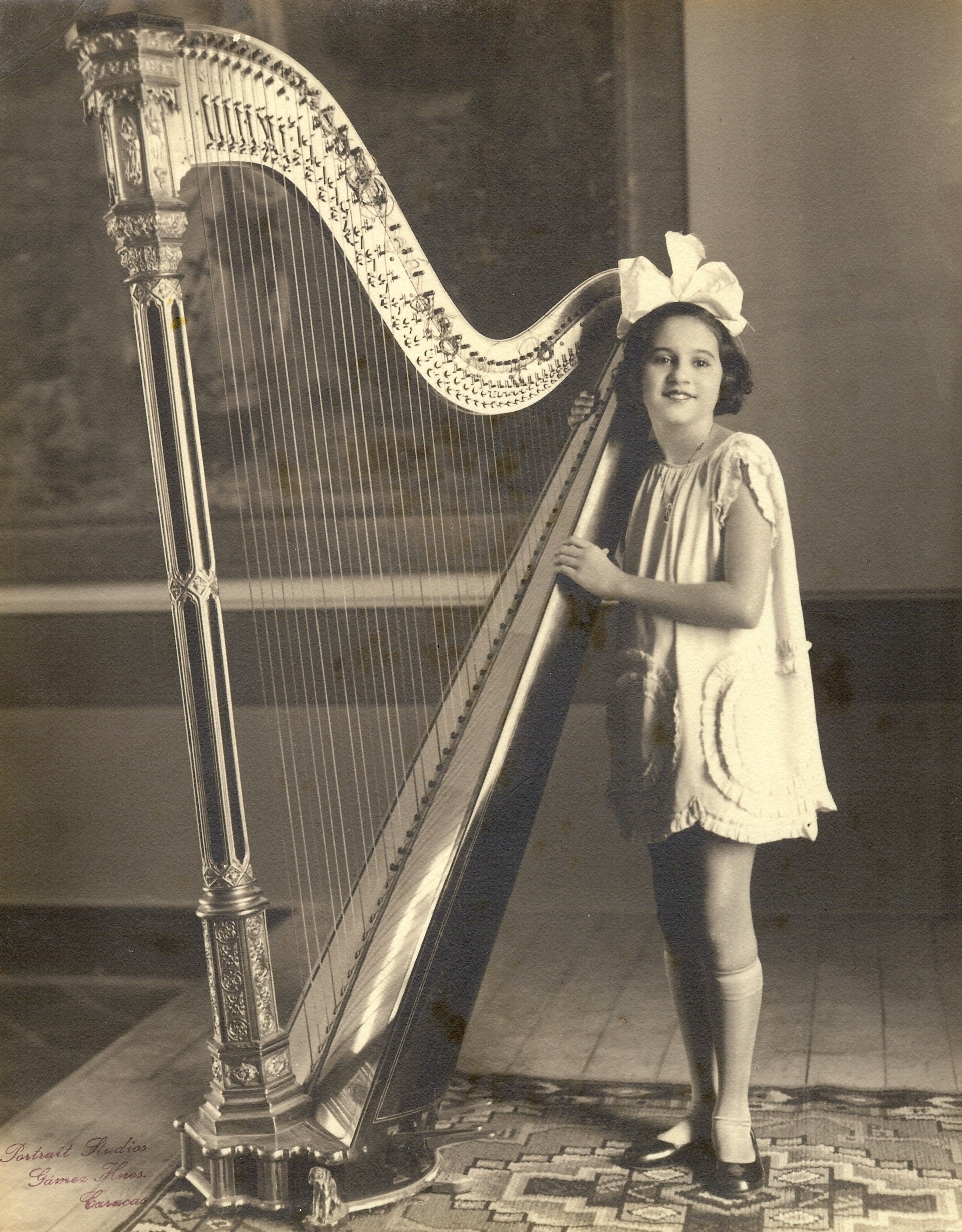
Retrato de Alicia Pietri posa junto a un arpa, durante su niñez.

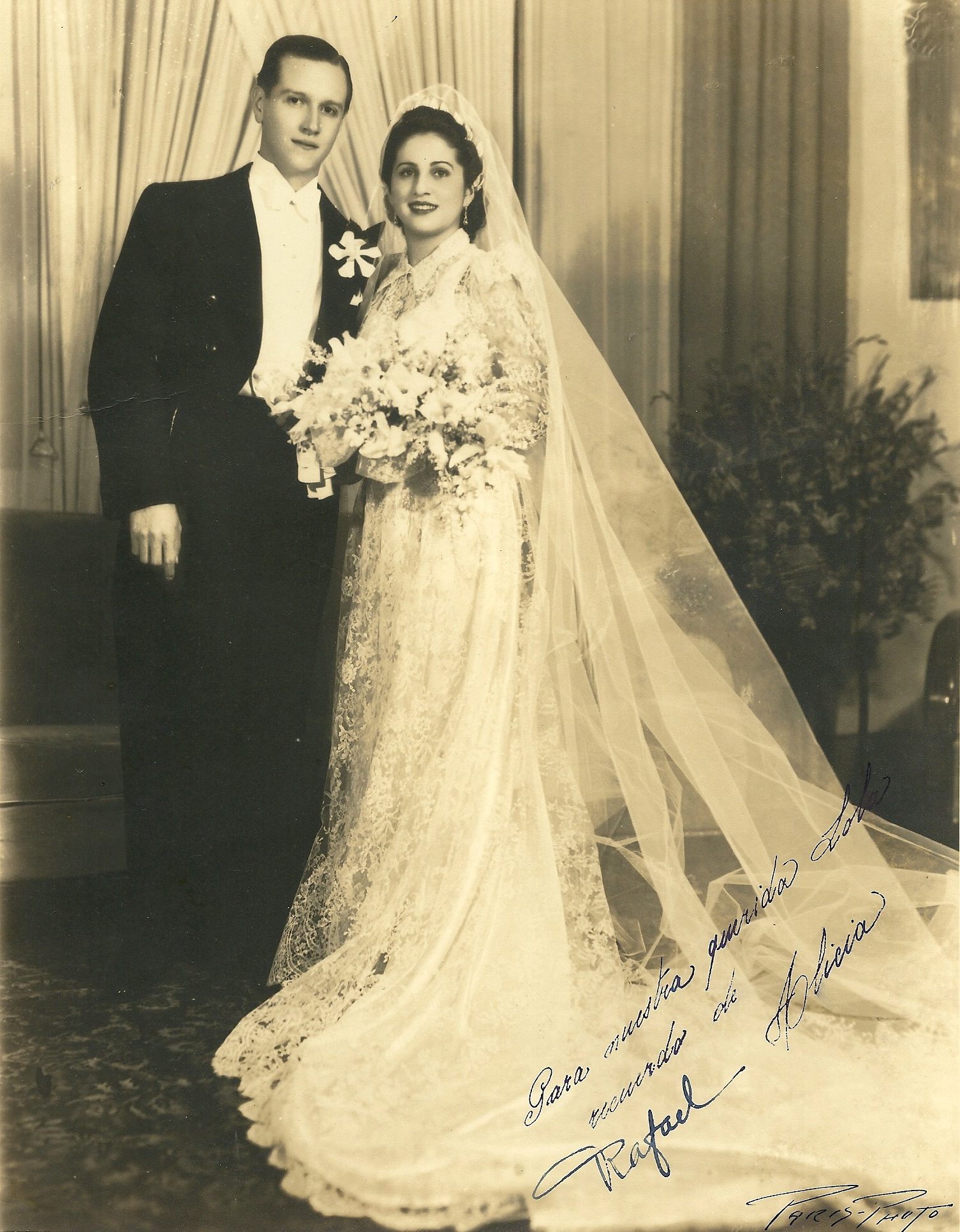
Matrimonio de Alicia Pietri y Rafael Caldera en la basílica de Santa Teresa, en Caracas, el 6 de agosto de 1941.

Alicia Pietri de Montemayor nació en Caracas el 14 de octubre de 1923, hija de Luisa Teresa de Montemayor Núñez y del médico otorrinolaringólogo Andrés Pietri Méndez, fundador del Instituto Benéfico Simón Rodríguez. Sobrina nieta del general Juan Pietri Pietri, médico, militar, diplomático y político, figura clave en el gobierno de Joaquín Crespo y sobrina de Luis Gerónimo Pietri Méndez, ministro del Interior y gobernador del Distrito Federal en los gobiernos de Eleazar López Contreras e Isaías Medina Angarita. Era prima del escritor y político Arturo Uslar Pietri.
Los tatarabuelos de Alicia, Andrés Antonio Pietri Bonifacio y Catalina Pietri de Franceschi, originarios de la isla de Córcega, se establecieron en Río Caribe, estado Sucre, donde nacieron sus siete hijos y buena parte de sus nietos.
Su madre, educada en Inglaterra, cultivó en sus tres hijas –Corina, Alicia y Andreína– el placer por la lectura, la música y el desarrollo intelectual, al igual que sembró en ellas una fuerte devoción católica. Desde pequeña, Alicia junto con sus hermanas, comparten clases de ballet, piano, violín, equitación e idiomas. Corina se destacará en la pintura y Andreína en el tenis. La señora de Montemayor se caracterizaba por su inusual actualización en materia de educación de los niños, por lo que indujo a sus tres hijas a someterse a constantes sesiones de ejercicio físico, que compartían con clases de equitación, gimnasia, ballet, piano, violín, dibujo e idiomas. Alicia se destacó en la ejecución del arpa clásica, iniciándose gracias a las lecciones de la profesora Ana María Cabrera, quien le aconsejaría inscribirse en los cursos avanzados del arpista Nicanor Zabaleta, llegando a presentarse en el Teatro Municipal.
La familia Pietri-Montemayor vivía en el centro de Caracas, entre las esquinas de Pepe Alemán y Delicias, en la parroquia San Juan. Posteriormente se mudarían al Country Club. A causa de problemas de anemia por parte de Alicia, su padre decide alquilar una casa en Los Teques para atemperar. El día 19 de marzo de 1939, las hijas del gobernador Ramón Ayala invitan a Corina Pietri a un almuerzo en su casa. Estando ella indispuesta, la señora Pietri decide enviar en representación a la segunda hija, Alicia, de quince años, ocurriendo el encuentro por primera vez con quien se convertiría en su único novio y esposo, el joven abogado Rafael Caldera, quien empezaba a sobresalir como figura política. Milagros Socorro, en un reportaje publicado en la revista Exceso, narra la escena: «Es del conocimiento público que cuando Rafael la vio, muy canchoso le espetó: "y tú, ¿dónde estabas metida? ¿acaso Corina te tenía escondida?"».
Se casaron el 6 de agosto de 1941, Alicia de 17 y Rafael de 25 años de edad, en la Basílica de Santa Teresa y comenzaron su vida matrimonial en la quinta Puntofijo, en Sabana Grande, la cual adquirió renombre años más tarde por la firma del pacto, el cual conduciría al periodo democrático. Tuvieron y educaron seis hijos: Mireya, Rafael Tomás, Juan José, Alicia Helena, Cecilia y Andrés.
Alicia se dedicó a las labores del hogar y de formación de los hijos, en medio de la agitada vida política de su esposo. Durante la dictadura de Marcos Pérez Jiménez su casa fue objeto de continuos allanamientos y de un atentado que casi le quita la vida a su hijo menor, de diez meses de edad. Juan José Caldera, hace esta referencia de su madre: «Me impresionó de nuevo la serenidad y el control… Una joven de treinta y dos años que no se amilanaba frente a la adversidad, sino que por el contrario se crecía ante ella».
Tuvo también que sufrir el secuestro de su marido en manos del régimen militar, detenido arbitrariamente y llevado a los calabozos de la Dirección de Seguridad Nacional sin dar señas de él, ni dejarlo ver, por cuatro meses. Caldera se había convertido en el virtual candidato de unidad de la oposición en las elecciones presidenciales de 1957, que el dictador transforma inconstitucionalmente en plebiscito.
Durante esos años, Alicia, además de su dedicación a la familia, participa en distintas organizaciones sociales vinculadas a la educación católica y a la Iglesia, como la Organización Social Católica Alumnos San Ignacio (OSCASI) y Caritas.

## Primera dama (1969-1974)

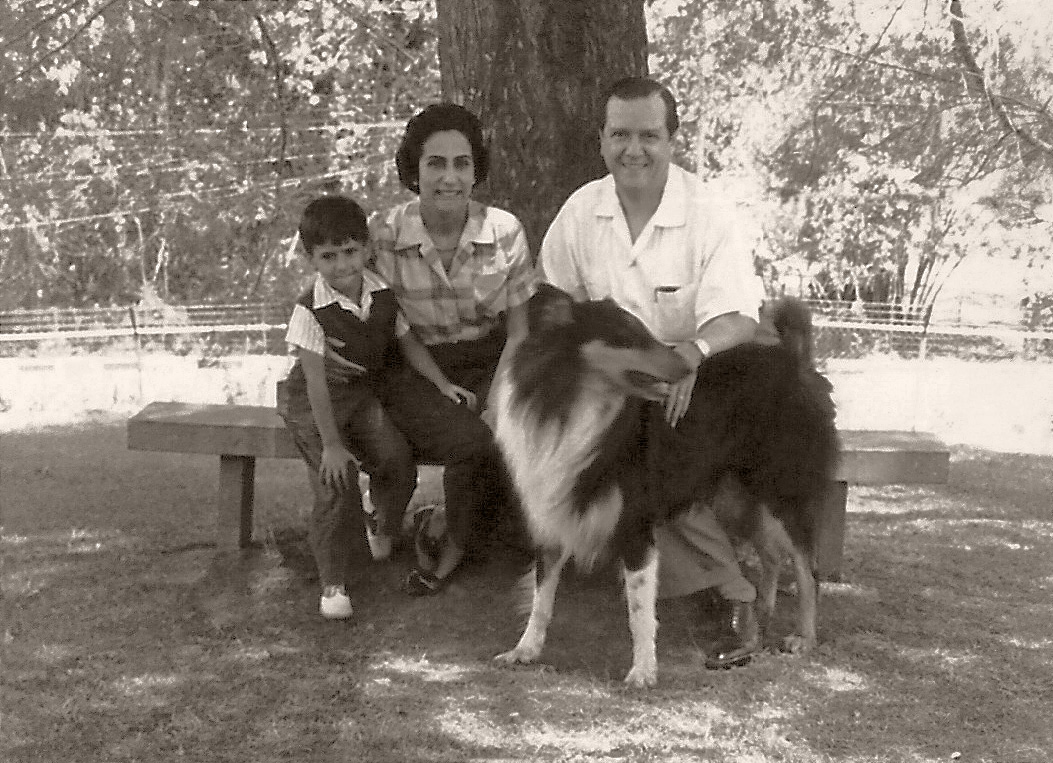
Alicia Pietri y Rafael Caldera junto a su hijo Andrés y su perro Rex, en la casa de campo que tuvieron en Carrizal.

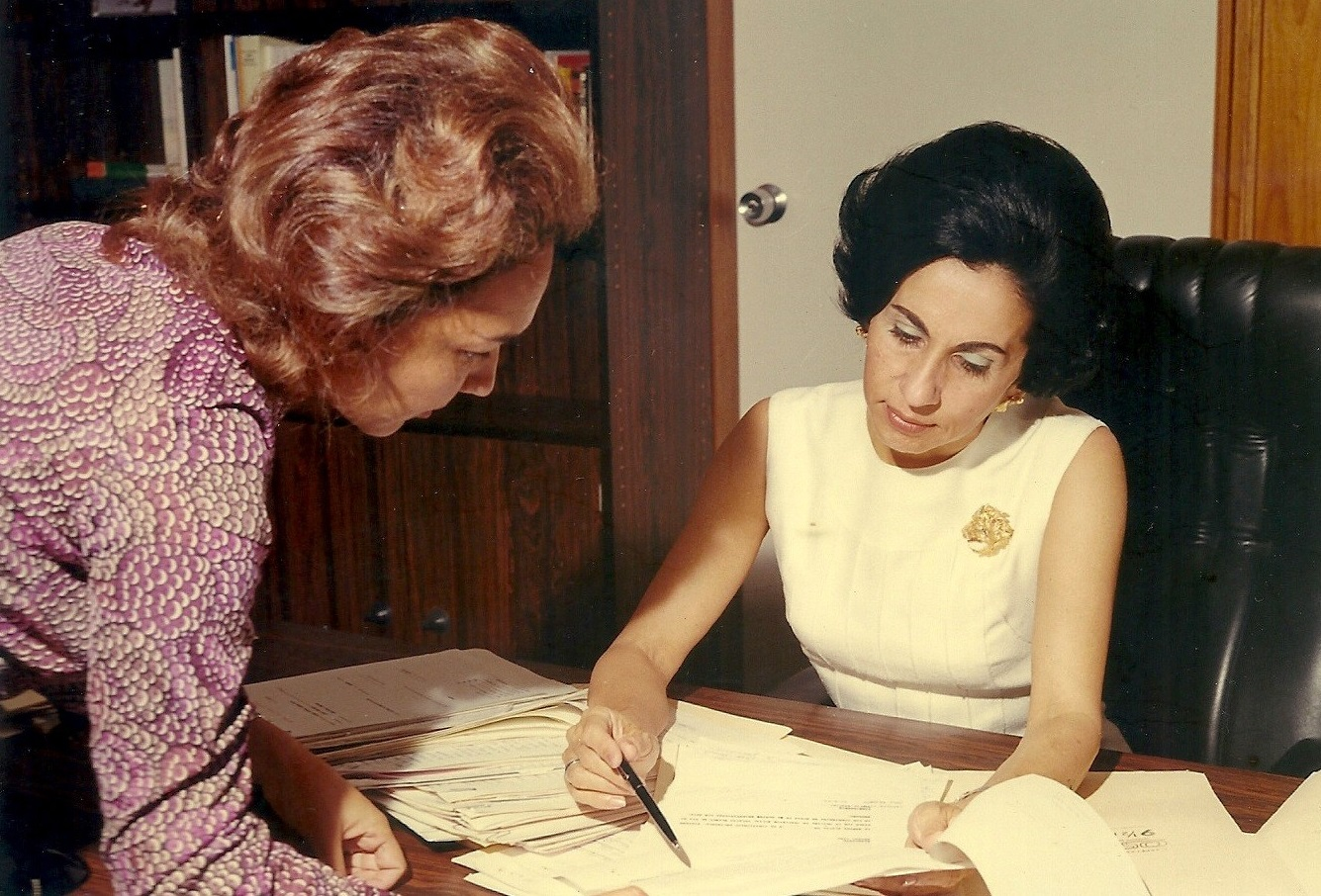
Alicia Pietri, junto a Evelia Serrano, en la «Oficina de Bienestar Social» del Palacio Blanco.

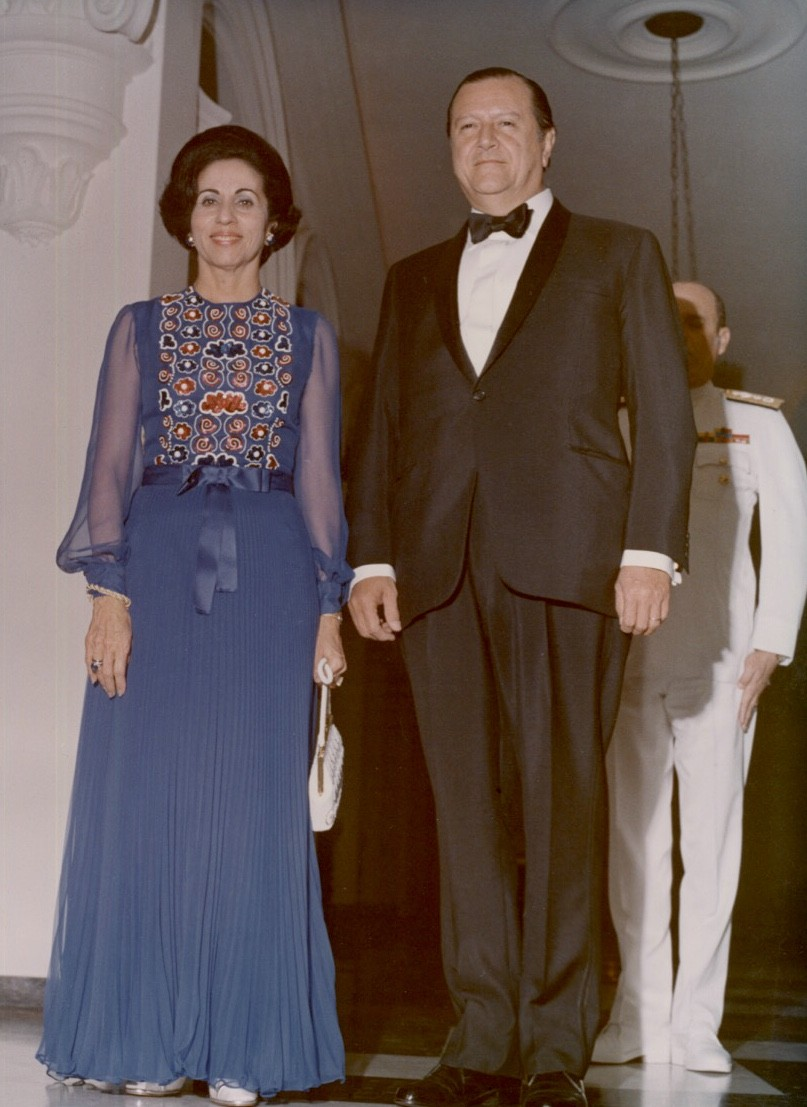
Alicia Pietri y Rafael Caldera, durante una recepción oficial en la Casa Amarilla, el 13 de julio de 1973.

Al ganar su esposo las elecciones de 1968 y convertirse en primera dama, ella continúa la labor realizada por su antecesora Carmen América «Menca» Fernández en la presidencia de la Fundación Festival del Niño, manteniendo y mejorando programas como el «Día del Niño» y el «Festival de la Canción», pero creando nuevos, como el «Plan Vacacional», que premiaba a los mejores estudiantes de las escuelas públicas en las vacaciones escolares, llevándolos a conocer otras regiones del país; la semana de arte y cultura para los niños; las ediciones «Páginas para Imaginar»; los «Parques de Bolsillo»; y el programa educativo de televisión Sopotocientos, entre otros.
Comenta Alicia Pietri en una entrevista publicada por El Universal en 1974: 

El plan vacacional lo iniciamos en 1969 con cinco mil niños y lo llevamos en 1973 a cuarenta mil, alcanzando la cifra de ciento cinco mil en total. El plan editorial que ofreció 150 mil ejemplares por año, de la colección «Páginas para imaginar». La puesta en servicio de más de 800 «Parques de bolsillo» en todo el ámbito nacional. El programa de «Arte y cultura para los niños», que movilizó más de 780 mil niños solamente en el área metropolitana durante los cinco años. El «Día del niño», que además de Caracas se extendió a todo el país. 

El «Día del niño hospitalizado» y el programa de pre-escolar televisado «Sopotocientos» que ha recibido numerosas manifestaciones de aceptación, ha alcanzado una audiencia de más de un millón de televidentes infantiles y le han sido otorgados los premios Meridiano de Oro y Guacaipuro de Oro.

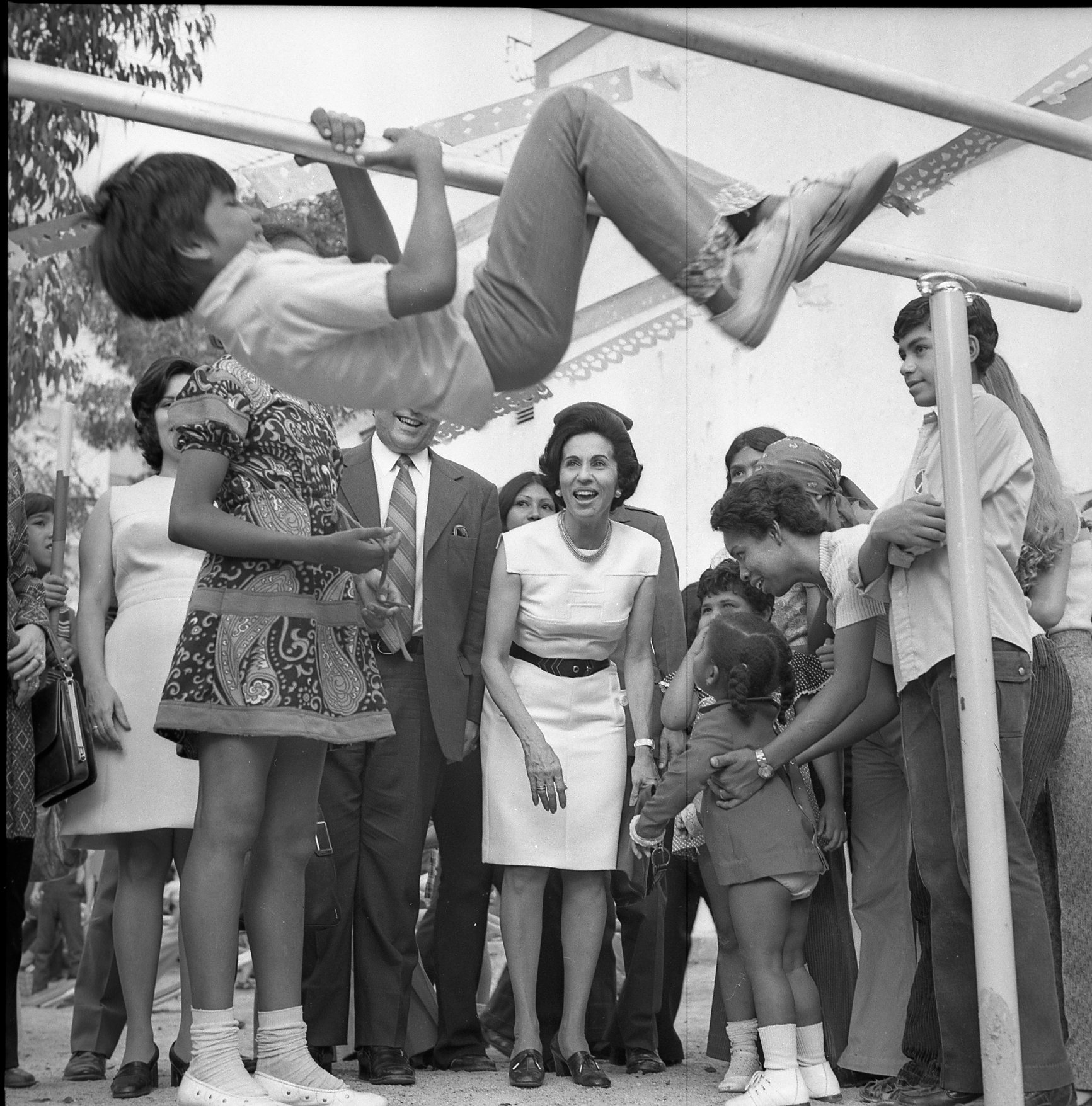
Durante la inauguración de un «Parque de Bolsillo» en la parroquia Caricuao de Caracas, 1973.

Al referirse a «Páginas para Imaginar», durante una conferencia ante la Asociación Venezolana de Ejecutivos en 1972, explicará que:
«…son las ediciones de la Fundación Festival del Niño, las cuales tienen cuentos escritos para niños venezolanos, obtenidos a través de un concurso para escritores que nos da material inédito de gran calidad literaria. (…) La idea de dar este libro a los niños es llevarlos a iniciarse dentro de la literatura, y para despertar en ellos un mayor entusiasmo hacia la literatura se ha creado un concurso de opinión sobre el libro que es premiado con becas para estudio, bicicletas y otros premios menores».
Alicia Pietri se mostró como ferviente partidaria de la recreación para los niños, la cual asociaba con el derecho del niño a ser niño, que «es aún más perentorio en el niño pobre, porque la recreación ayuda a librar su espíritu de la amargura y el rencor, que serían enemigos no solo de la sociedad sino de su propio ser».
En sus realizaciones están también los minicampos de béisbol en la categoría infantil; la edición del manual de cuatro de Oscar Delepiani en sistema braile y un extenso programa de donaciones que dirigía desde la Oficina de Previsión Social que tenía en el Palacio Blanco (al frente del Palacio de Miraflores), atendiendo un promedio de dos mil peticiones mensuales.
En esa época fue presidente honoraria de la Fundación Bolivariana, de la Asociación Venezolana de Mujeres, de la Asociación de Protección al Anciano, de la Asociación Guías de Venezuela, del Hogar Americano, de la Asociación Juvenil de Venezuela, del Comité de Damas del Círculo Militar y Raksha honoraria de la Rama Lobatos de la Asociación Scouts de Venezuela, entre otras.
Como primera dama abrirá por primera vez la residencia presidencial La Casona al público. A través de visitas guiadas, miles de personas pertenecientes a instituciones educativas y público en general podían recorrer sus instalaciones y conocer su patrimonio artístico y pictórico. 
En su opinión, la significación del cargo protocolar de primera dama se daba por «el reconocimiento a la importancia que el matrimonio y la familia tienen en la vida de la sociedad», acompañando al presidente «en el esfuerzo de servir a su pueblo».

## Museo de los Niños
Al finalizar sus funciones como primera dama en 1974, Alicia Pietri emprende la tarea de fundar y desarrollar el Museo de los Niños de Caracas, cuyo principal objetivo es el de complementar la educación básica, para «aprender jugando». Un espacio donde «está prohibido No tocar», como dice uno de sus lemas. El museo se convertirá en el precursor de América Latina y tutor de otros creados posteriormente en la región, en Colombia, Argentina, México y Puerto Rico. En sus propias palabras:

Al empezar a hablar de un «Museo de los  Niños», la mayor parte de los interlocutores oían cortésmente, asintiendo incluso, pero sin mayor entusiasmo. Pensaban quizá en un espacio de una casa antigua, con unas vitrinas donde se mostrarían, por ejemplo, un trompo, un gurrufio, algunos papagayos…unos cuantos juguetes infantiles tradicionales, de fabricación casera, artesanal. Además, al decir «tradicionales» seguro que en realidad pensarían «anticuados». Algo que, en el fondo, nadie tendría demasiado interés en visitar ni, por supuesto, en gastar dinero para llevarlo a cabo. Como en «El Principito» de Saint-Exupery, se trataba de encontrar gente capaz de ver en un dibujo que parece un sombrero, una serpiente boa que se ha tragado un elefante, de adivinar lo que podrían llegar a significar esas inusitadas palabras de «Museo de los Niños». Gente capaz de soñar con esta maravillosa realidad, para aplicarnos entonces a darle forma al proyecto e iniciar su ejecución.

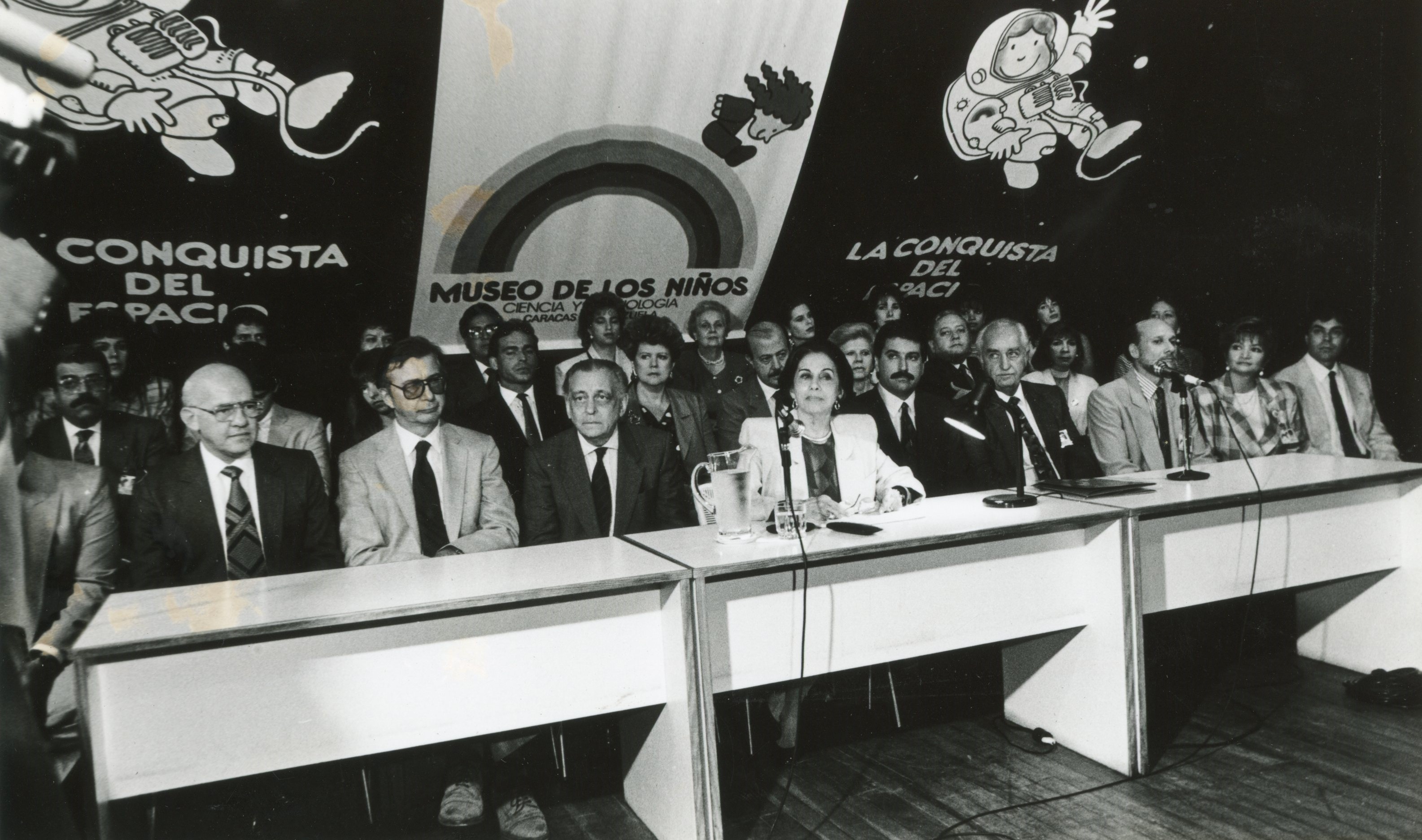
Rueda de prensa en la que anuncia la exposición permanente «La Conquista del Espacio», del Museo de los Niños (1990).

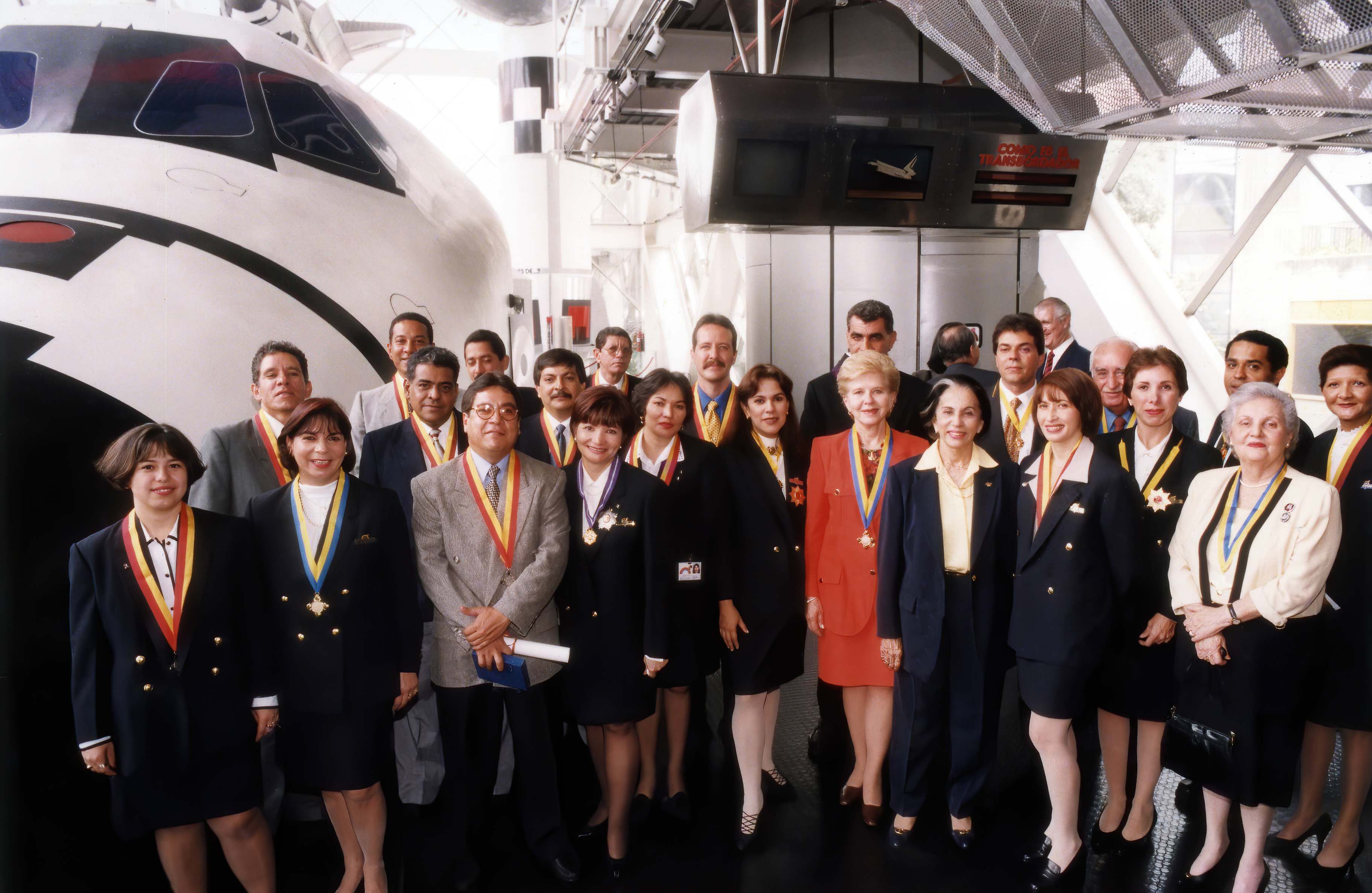
Alicia Pietri de Caldera y su equipo del Museo de los Niños a finales de la década de 1990.

En 1974 se constituyó la fundación privada Museo de los Niños, con la participación de personalidades y sectores de la colectividad venezolana. «Desde entonces comenzamos a tratar de abrir caminos para la obra. Se obtuvieron promesas que no fueron cumplidas; se intentaron posibilidades que no cristalizaron; hubo que enfrentar el desaliento, como hubo que enfrentar la incomprensión y la falta de interés que suelen oponerse por inercia a todo iniciativa renovadora», dice Alicia Pietri en sus palabras el día de la inauguración del museo, el 5 de agosto de 1982 en el Complejo Parque Central.
«Queremos que el niño venga a distraerse, a divertirse, y que sus juegos marquen profunda significación en su vida, para amar más a su país, para entender mejor la naturaleza que lo circunda, para acercarse con confianza al extraordinario universo puesto a su alcance por la ciencia y la tecnología».
Con el apoyo del presidente Luis Herrera Campíns y del presidente del Centro Simón Bolívar, Antonio López Acosta, la fundación obtuvo en comodato el edificio del museo y su acondicionamiento arquitectónico.
Años después, el 12 de octubre de 1993, ampliaría sus instalaciones para albergar una exposición permanente sobre astronomía, aeronáutica y tecnología espacial, llamada «La Conquista del Espacio»: «Un edificio en forma de mecano transparente alberga en su interior las naves estelares de la nueva etapa del Museo de los Niños».
El presidente Ramón J. Velásquez, al inaugurar las nuevas instalaciones del museo, que ha crecido al doble de su tamaño original, dijo «… esto permite hablar bien de Venezuela, cosa rara: hablar bien de Venezuela, porque es la continuidad de una obra, que son señales de madurez de un pueblo».
 

En su artículo en el diario El Nacional, del lunes 18 de octubre de 1993, titulado «La Conquista del Espacio», Miguel Ángel Burelli Rivas califica al Museo de los Niños «como una gran cosa, aquí y en cualquier parte». Sofía Ímber, en una entrevista realizada a Alicia Pietri en su programa Buenos días, en Venevisión, el 22 de noviembre de 1991, sobre el Museo de los Niños y sus nuevos proyectos, afirmará:
«… el Museo de Alicia, como lo llama todo el mundo es un Museo de primera y donde han venido muchos países a tomar ejemplo de cómo funciona, de cómo se ha conservado y de cuánto ha incidido en la curiosidad que poco ha habido en Venezuela sobre la ciencia…».
Amante de los animales –siempre tuvo perros y pájaros en su hogar y en La Casona llegó a tener dos venados– y de los caballos en particular, Alicia Pietri practicó el deporte ecuestre. Durante muchos años presidió el clásico de cinco barreras para caballos novicios nacionales, por lo que al cumplir éste veinte años de creado, el 6 de junio de 1993, fue designada presidente honoraria de la Federación Venezolana de Deportes Ecuestres, por decisión unánime de su junta directiva.

## Primera dama: segunda vez (1994-1999)

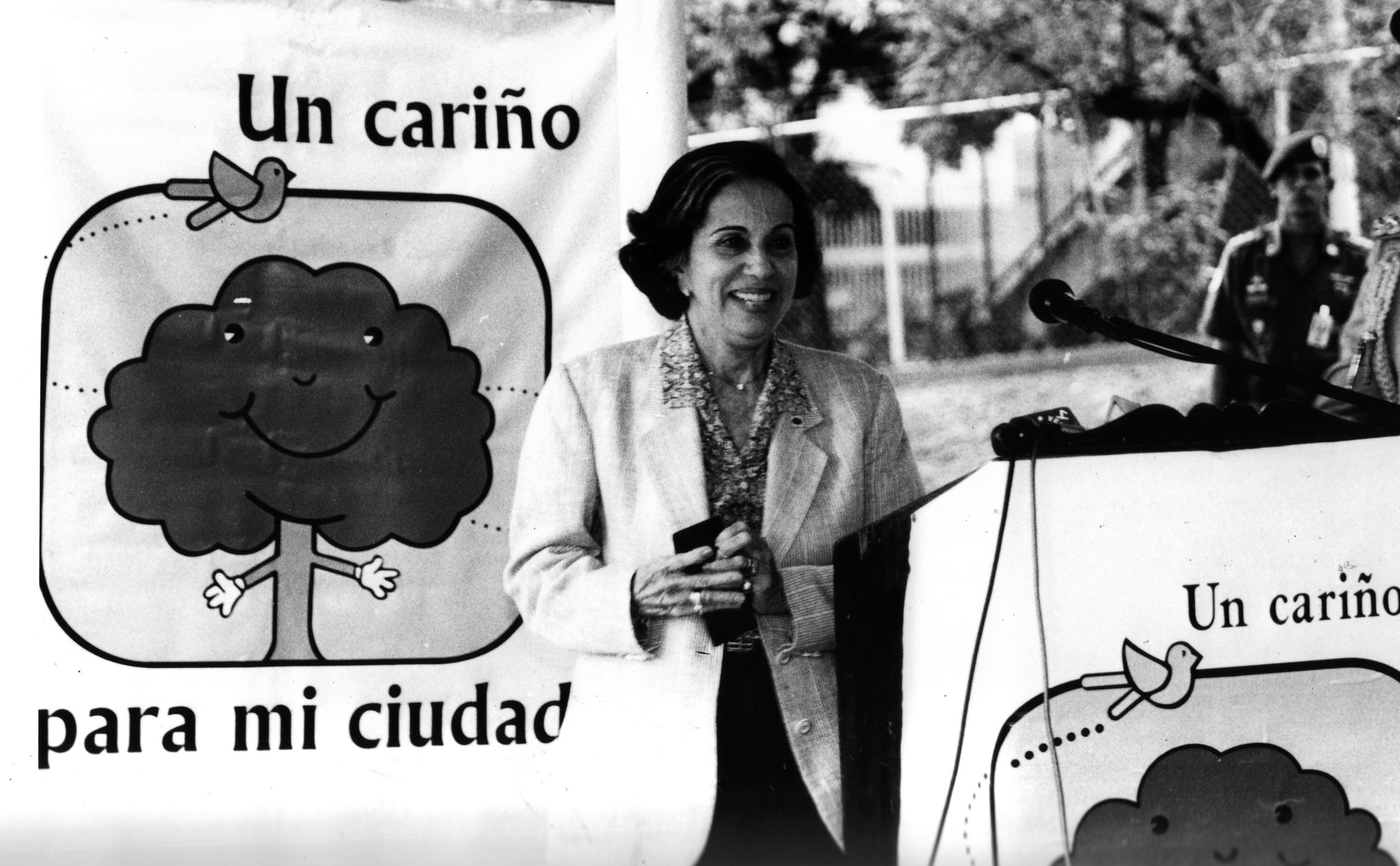
Alicia Pietri durante la presentación del programa «Un cariño para mi ciudad».

En diciembre de 1993 Rafael Caldera es elegido nuevamente Presidente. Alicia Pietri –ya con setenta años– debe regresar a La Casona. En la residencia oficial están todavía presentes los destrozos a causa de las intentonas de golpe de Estado de 1992. 
Le toca entonces liderar el proceso de remodelación y restauración de la residencia presidencial y de su patrimonio artístico. Nuevamente abrirá sus puertas al público, organizando visitas guiadas semanales. De igual manera, inicia el programa «Un cariño para mi ciudad», una alianza público-privada para el rescate de áreas verdes y plazas públicas de Caracas. Una de las obras más recordadas de este programa será la «Esfera Caracas», del artista plástico Jesús Soto, la cual será inaugurada el 8 de diciembre de 1996, al borde de la Autopista Francisco Fajardo, a la altura del Parque del Este. Sobre sus logros, el arquitecto William Niño Araque, en un artículo publicado en el diario El Nacional (1999), comentó:

Como un capítulo sin precedentes en ella intervinieron las intenciones de los empresarios, los organismos públicos y los habitantes. A través de Un Cariño para mi Ciudad, se esbozó la posibilidad de una esperanzada opción estética, luego del cansancio y menosprecio hacia la ciudad, sufrido a partir de las tres últimas décadas del siglo XX. De la idea de Doña Alicia Pietri de Caldera, quedó la siembra, quedó sembrado el reto de un caraqueño capaz del mantenimiento y de la comprensión de la naturaleza urbana. Quedó sembrada también, la necesidad de entender la ciudad, su clima y vegetación, como un proyecto de vida que es fundamentalmente social, centrado en la idea paradisíaca del placer, la belleza y el dominio de la territorialidad como las tres condiciones irrevocables del señorío caraqueño. La oferta es un proyecto de vida apostado hacia el futuro y anclado en la fortuna de la geografía con historia que escenifica la ciudad.

Más de quinientas intervenciones y cerca de quinientas hectáreas recuperadas, fundamentaron el esfuerzo de un proyecto común soportado en la presencia incólume de la Primera Dama. Su infatigable insistencia hizo de Caracas el recinto de un laboratorio paisajístico orientado en resguardar esa poderosa vegetación y belleza para el nuevo siglo. El señorío de la ciudad apareció así, a lo largo de las continuas intervenciones, como una percepción sin precedentes que fomentó rítmicamente, la comprensión de una totalidad en continua expansión.

Durante el quinquenio, Alicia Pietri sufrió dos operaciones de cadera –en octubre de 1995 y en noviembre de 1997– las cuales no le impidieron cumplir con sus obligaciones, salvo el no haber podido acompañar al presidente en algunos de los viajes oficiales.
Además de «Un cariño para mi ciudad», desarrolló el programa «Vamos a leer un cuento». En la inauguración del Salón del Libro Infantil y Juvenil, organizado por el banco del Libro, el 11 de octubre de 1997, lo explicó de esta manera: 

Leerle a los niños es algo que podemos hacer sin mucha dificultad; es una acción sencilla con la cual se contribuye de manera decisiva al mejoramiento de sus resultados en la escuela. Por eso, con el lema de Vamos a leer un cuento, iniciamos el pasado mes de mayo una campaña nacional para lograr que padres, abuelos, tíos o hermanos mayores dediquemos un ratico a leerles en voz alta, de tal manera que podamos darles un mayor impulso en su formación. Y para facilitar el acceso a un material de lectura que todo el mundo pueda tener a mano, la Fundación del Niño ha programado encartes en periódicos de todas las regiones, con un tiraje de un millón de ejemplares, de las cuales ya salió, el domingo pasado, el número cinco.

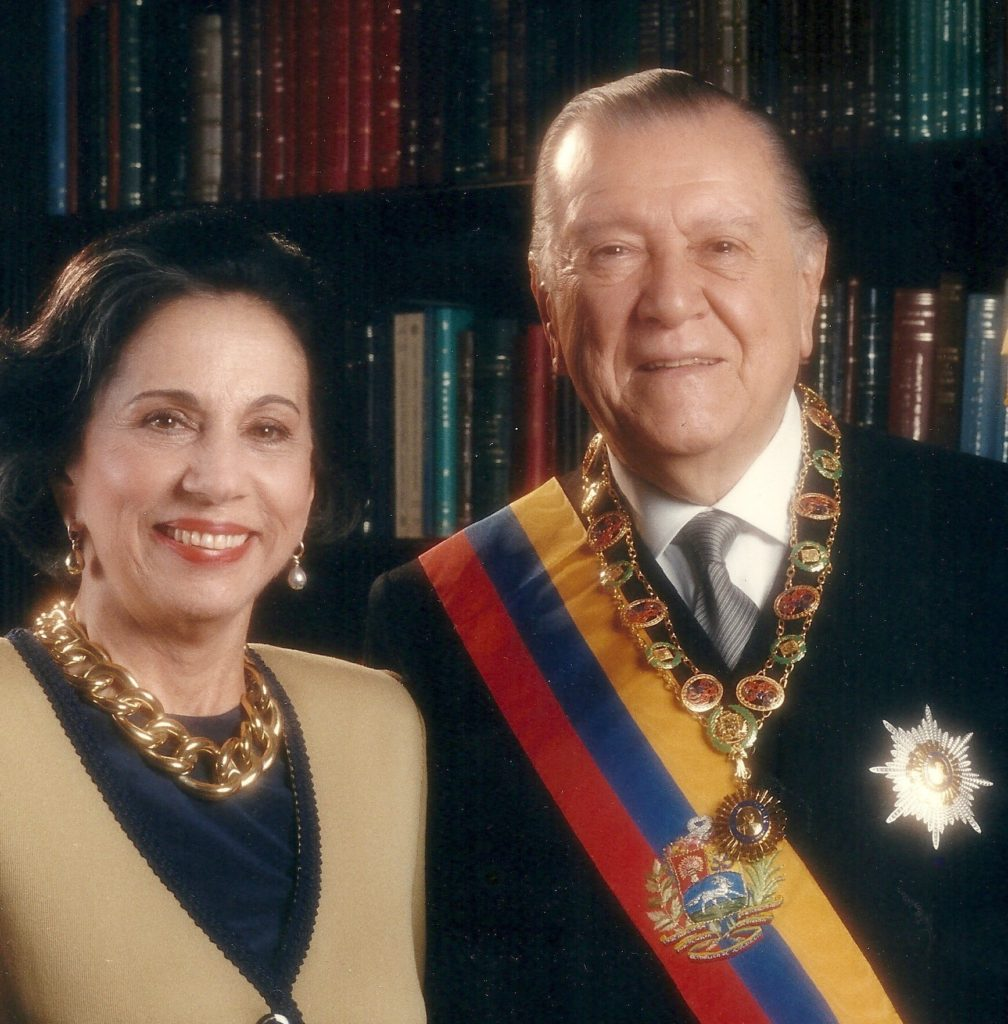
Pareja presidencial 1994-1999.

En la Fundación del Niño, Alicia Pietri mantuvo y mejoró los programas ya existentes, como los maternales, los centros preescolares, las casas de los niños, los programas de cultura y recreación, los planes vacacionales, el día del niño, el festival de papagayos, el día del niño hospitalizado y creó el programa «Camina con buen pié», serie de testimoniales infantiles sobre el optimismo y la motivación al logro.

El 8 de mayo de 1995 le es conferida en Roma, por la fundación Together for Peace, presidida por Mariapía Fanfani, la distinción «Mujer por la Paz». De sus palabras al recibirlo:
«Quiero pensar que la distinción que se me ha otorgado se debe a lo único de lo que en verdad podría gloriarme: mi amor por los niños. (...) Todo lo que hacemos por los niños es un acto por la humanidad, es una defensa efectiva de la paz. La paz brota y se arraiga en el corazón del hombre, allí donde de algún modo vive en todos nosotros un niño».
El 20 de septiembre de 1996 se le concede la banda de dama de la Orden de Isabel la Católica, por parte del Reino de España. Los días 8 y 9 de noviembre de 1997, servirá de anfitriona a las esposas de los jefes de Estado en la VII Cumbre Iberoamericana, realizada en la Isla de Margarita.
Al igual que en la primera presidencia de su esposo, Alicia Pietri hizo publicar un libro sobre La Casona. El primero se imprimió en los talleres de Olivenca, en julio de 1973; y el segundo en los de Editorial Arte, en enero de 1999, cuya edición estuvo al cuidado de Elizabeth Sánchez.

## Últimos años
Al finalizar el segundo período de su marido –el 2 de febrero de 1999– Alicia Pietri se retira de la vida pública y regresa a su hogar de Tinajero, en la urbanización Los Chorros, en Caracas y continúa al frente del Museo de los Niños, dejándolo paulatinamente en manos de su hija Mireya, ante el progresivo avance de la enfermedad de Alzheimer.

Fallece en su casa en la madrugada del miércoles 9 de febrero de 2011. La Asamblea Nacional guardó un minuto de silencio en su honor. Su hijo Andrés, quien despidió sus restos ante su tumba, agradeció la reacción de la colectividad venezolana ante su muerte:
«Ha sido conmovedora para nosotros y queremos agradecerla públicamente en este momento, la manifestación tan general, tan contundente y tan positiva que nuestro país como un todo, sin distingo de posiciones ideológicas, ha tenido en todos los medios y niveles sociales por su partida…».
«Tímida, discreta y conservadora, según sus amigos muy cercanos, no fue una primera dama que disfrutase de aparecer ante los medios de comunicación; en cambio, sí batalló sin descanso por los derechos de los niños más necesitados», dice la reseña biográfica aparecida en el libro 200 educadores venezolanos: siglos XVIII al XXI (2016), publicado por la Fundación Empresas Polar y la Universidad Católica Andrés Bello.

## Condecoraciones y distinciones

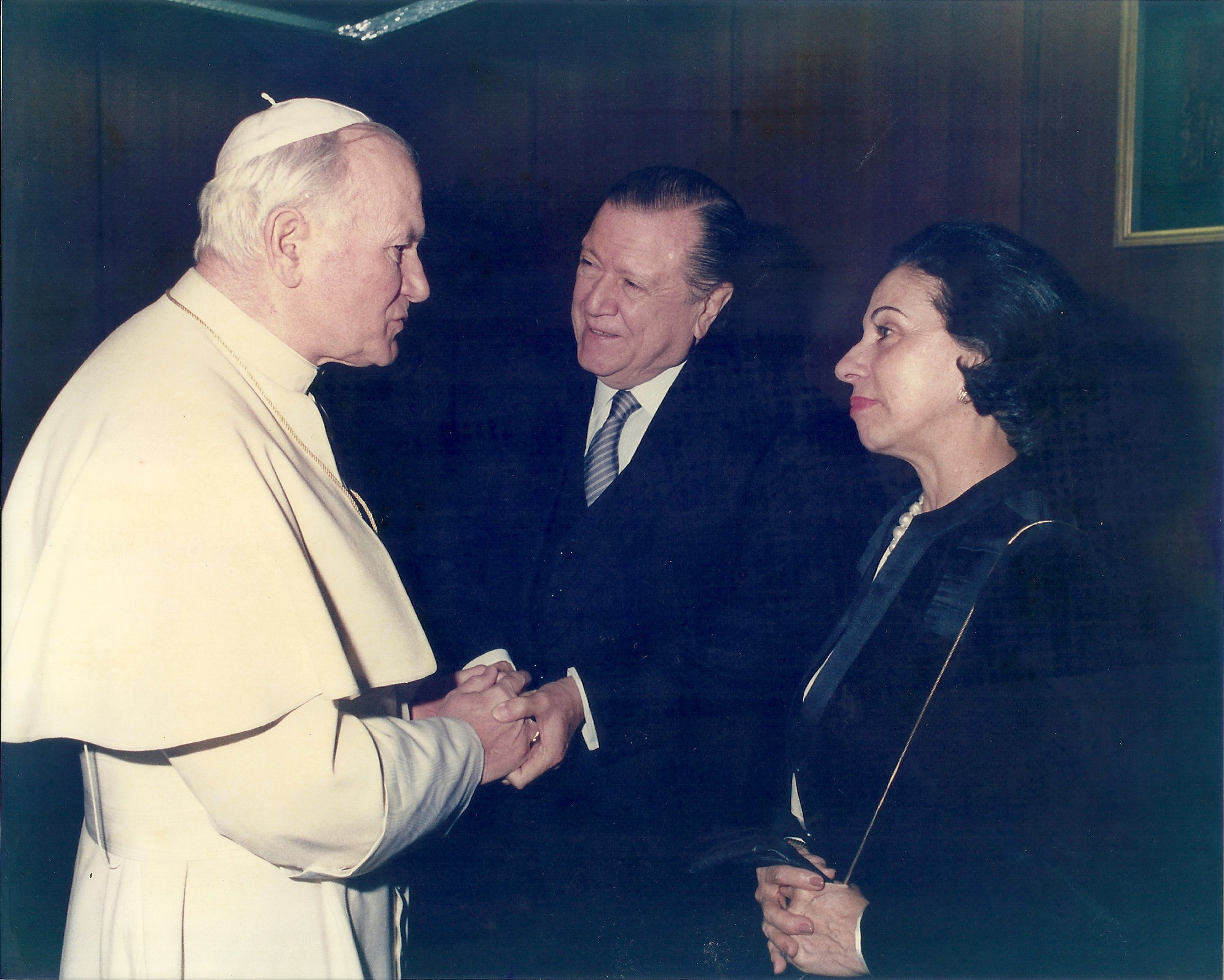
Alicia Pietri y su esposo Rafael Caldera junto al papa Juan Pablo II, en 1987.

- Orden Ciudad de Caracas, conferida por el Concejo Municipal del Distrito Federal, el 25 de julio de 1974.
- Orden Pro Ecclesia et Pontífice, 1974.
- Distinción honorífica  Dra. Luisa Amelia Pérez Perozo, conferida por la Federación Venezolana de Abogadas, el 8 de marzo de 1978.
- Condecoración Luisa Cáceres de Arismendi, conferida por la gobernación del estado Aragua, el 9 de abril de 1987.
- Orden Van Oranje-Nassau, 1987.
- Botón al mérito del Colegio de Contadores Públicos del estado Miranda, el 27 de septiembre de 1990.
- Presidente Honorario de la Federación Venezolana de Deportes Ecuestres, por decisión unánime de su junta directiva, el 6 de junio de 1993.
- Premio Mujer por la Paz, 1995.
- Orden Isabel La Católica, banda de dama, 1996.
- Orden Sol Naciente (IAHA NAMONI) del Delta del Orinoco en su única clase, otorgada por el gobierno del estado Delta Amacuro, el 4 de agosto de 1997.
- Orden Don Rómulo Gallegos en primera clase, otorgada por el gobierno del estado Apure, el 10 de noviembre de 1997.
- Orden militar General en Jefe Eleazar López Contreras, en su única clase.
- Premio Municipal de Conservación y Difusión Ambiental Cerro El Ávila, por «Un cariño para mi ciudad», otorgado por el Concejo Municipal de Libertador, el 6 de junio de 1999.
- Premio Dr. Enrique y Elsa de Tejera, décimo octavo premio conservacionista otorgado por SADÁRBOL, el 20 de junio de 2003.